# 太刻薄
〈太刻薄〉是美国創作歌手泰勒·斯威夫特的一首歌曲，收录于她的第3张录音室专辑《爱的告白》中。歌曲由斯威夫特创作，并由斯威夫特和内森·查普曼共同制作。歌曲于2011年3月13日作为专辑的第3支单曲送往美国乡村电台发行。〈太刻薄〉因其歌词和乡村风格获得了乐评褒贬不一的评价。商业上，歌曲在美国和加拿大取得了一定的成功，在两国单曲榜单分别空降第11名和第10名。歌曲也在澳大利亚单曲榜排行第45。
歌曲的音乐录像带由戴克兰·怀特布卢姆导演。怀特布卢姆和斯威夫特共同想出了录像带的概念。录影带以自我激励和反欺凌为主题，获得了乐评褒贬不一的评价。斯威夫特在2011年4月3日举办的第46届乡村音乐学院奖首次现场表演了歌曲。在第54屆葛萊美獎上，歌曲获得了最佳鄉村歌曲和最佳鄉村歌手。歌曲被《滾石》列为全时段百大乡村歌曲第24名，是21世纪发行歌曲中排位最高的歌曲，也是2010年代发行的三首上榜歌曲之一。

## 背景
在接受《E! News》的采访时，斯威夫特称〈太刻薄〉是写给那些对自己无论做什么都批评的人。她说：“有些批评是有建设性的，有些是专业的，但有些只是因为他们太刻薄。当你开始对一个人的方方面面进行攻击的时候，你就做了错误的事情。”在接受《Dose.ca》采访时，斯威夫特称自己创作这首歌曲以回击对自己的批评，称：“这里有首歌名为‘太刻薄’，我猜你们会把它归为情感和关系类作品。但事实上，这是关于一个乐评人的。”之后，斯威夫特接受《60分鐘》时进一步解释称这首歌是写给一个批评她在第52屆葛萊美獎上表演不佳的人的。这段话被认为是指涉乐评人鲍勃·雷夫塞特玆，他曾在網誌抨击了斯威夫特当年的表演。

## 曲目列表
- 数字下载 / 限量版CD单曲[10][11]

1. "Mean" – 3:58

## 榜单
| 榜单（2010年-2011年）                | 最高 排位 |
| ------------------------------------ | --------- |
| 澳大利亚（澳大利亚唱片业协会單曲榜） | 45        |
| 加拿大（Canadian Hot 100）           | 10        |
| 加拿大（《告示牌》Canada Country）   | 2         |
| 韩国（Gaon国际单曲榜）               | 92        |
| 美国（《告示牌》百大單曲榜）         | 11        |
| 美國（《告示牌》热门乡村歌曲榜）     | 2         |

| 榜单（2011年）                      | 排位 |
| ----------------------------------- | ---- |
| 美国（《告示牌》Hot Country Songs） | 24   |

## 认证与销量
| 地區                                     | 认证    | 认证单位/销量 |
| ---------------------------------------- | ------- | ------------- |
| 澳大利亚（澳大利亚唱片业协会）           | 2× 白金 | 140,000‡      |
| 巴西（巴西唱片業協會）                   | 金      | 30,000‡       |
| 加拿大（加拿大音乐协会）                 | 金      | 40,000*       |
| 英国（英国唱片业协会）                   | 银      | 200,000‡      |
| 美国（美國唱片業協會）                   | 3× 白金 | 3,000,000‡    |
| *僅含認證的實際銷量 ‡僅含認證的+實際銷量 |         |               |

## 〈太刻薄（重制版）〉
在与Republic唱片签订新合同后，斯威夫特于2020年11月开始重新录制她的前六张录音室专辑。这一决定是在斯威夫特与经纪人斯库特·布劳恩于2019年的公开争执后做出的。斯库特收购了大机器唱片，其中有斯威夫特在该厂牌发行的专辑的母带。通过重新录制她的作品，斯威夫特拥有了自己 新母带的全部所有权，包括她歌曲的著作权，使得大机器唱片的母带价值降低。
〈太刻薄〉的重新录制版本名为“太刻薄（重制版）”（英語："Mean (Taylor's Version)"），于2023年7月7日通过Republic唱片发行，作为斯威夫特第3张重录专辑《爱的告白 (重制版)》的一部分。

### 榜单
| 榜单（2023年）                         | 最高 排位 |
| -------------------------------------- | --------- |
| 澳大利亚（澳大利亚唱片业协会榜单曲榜） | 30        |
| 加拿大（Canadian Hot 100）             | 41        |
| 全球（Billboard Global 200）           | 33        |
| 新西兰（新西兰唱片音乐协会单曲榜）     | 28        |
| 菲律宾（《告示牌》Philippines Songs）  | 10        |
| 新加坡（新加坡唱片業協會单曲榜）       | 27        |
| 英国（官方榜单公司英国流媒体榜）       | 57        |
| 美国（《告示牌》百大單曲榜）           | 39        |
| 美國（《告示牌》热门乡村歌曲榜）       | 17        |